# David Wampach
David Wampach, né en 1978 à Alès, est un chorégraphe et danseur français.

## Biographie
Après un bac scientifique, David Wampach étudie la médecine à la faculté de Montpellier. Il étudie le théâtre, puis la danse. 
En tant qu'interpréte, il suit la compagnie Coline à Istres, il se forme au Centre Chorégraphique National de Montpellier avec Mathilde Monnier, ainsi qu'à l'école P.A.R.T.S. avec Anne Teresa de Keersmaeker et aux cours de Laurence Louppe, qu'il suit tout en créant ses premières pièces. 
En 2011, il est lauréat de la Villa Kujoyama à Kyoto.
David Wampach développe un travail théâtral et plastique, qu’il développe avec l’Association Achles depuis 2001. Dans ses créations il collabore à plusieurs reprises avec la danseuse et performeuse Tamar Shelef, ou Aina Alegre ainsi que la chanteuse et coach vocale Dalila Khatir et y explore les états de transe et questionne les enjeux de la représentation. 
Depuis 2021, il développe un projet de territoire et de résidences à La Grand-Combe dans les Cévennes : LA DÉTER, lieu qu'il dirige.
Il est également pédagogue et enseigne notamment à Montpellier ou à Concepcion au Chili.

## Spectacles

### Chorégraphe
- 2003 : Divag # 1
- 2003 : D ES R A
- 2004 : Mneme kit
- 2005 : Bascule
- 2005 : Circon c is
- 2007 : Quatorze
- 2008 : Auto
- 2009 : Batterie
- 2009 : Battement
- 2010 : Cassette
- 2010 : L'Éveil du printemps
- 2011 : Sacre
- 2011 : David Wampach & les Rumba is Compas
- 2012 : Le Bal Moderne
- 2013 : Tour
- 2014 : Veine
- 2015 : Urge
- 2017 : Endo
- 2018 : La Guerre des ondes
- 2019 : Bérézina
- 2020 : 3020 avec Aina Alegre
- 2021 : Algeria Alegria avec Dalila Khatir

### Danseur
- 2005 : Soit le puits était profond, soit ils tombaient très lentement, car ils eurent le temps de regarder tout autour. de Christian Rizzo
- 2007 : Trio03 de Odile Duboc
- 2008 : Masculin pluriel de Christian Bourigault

## Filmographie
2013 : Rite, court-métrage avec Tamar Shelef et Gianfranco Poddighe